# Lipik
Lipik is een stad in Kroatië en ligt in de provincie Požega-Slavonië. Er wonen per 2001 6674 mensen in de stad. De burgemeester is Stjepan Horvat. De stad is niet vanwege haar inwoneraantal een stad maar vanwege haar historische waarde in de regio.
Steden (gradovi): Požega · Kutjevo · Lipik · Pakrac · Pleternica

Gemeenten (općine): Brestovac · Čaglin · Jakšić · Kaptol · Velika